# بيتر أكس
بيتر أكس Péter Ács لاعب شطرنج مجري يحمل لقب أستاذ كبير.
- ولد في 10 مايو 1981 في إيجر في المجر.
- حصل على لقب أستاذ دولي عام 1997.
- حصل على لقب أستاذ كبير عام 1998.
- لعب تحت علم المجر في أولمبياد الشطرنج أعوام 2000، 2002، 2004.
- احتل المركز الثالث في بطولة العالم تحت ستة عشر عاما، والأول في دورة السبت الأول في بودابست عام 1997، والأول في السبت الأول في بودابست عام 1998، والأول في بودابست عام 1999، والأول في دورة إيسنت عام 2002، والثاني في باردوبيس عام 2002، والأول في تذكارية جيورجي ماركس في باكس عام 2007.
- بلغ تصنيفه 2623 نقطة في يناير 2003 ضمن الاتحاد الدولي للشطرنج.

## وصلات خارجية
- بيتر أكس على موقع الاتحاد الدولي للشطرنج (الإنجليزية)
- بيتر أكس على موقع مباريات الشطرنج (الإنجليزية)
- بيتر أكس على موقع 365Chess.com (الإنجليزية)
- بيتر أكس على موقع Chesstempo.com (الإنجليزية)
- بيتر أكس سجل أولمبياد الشطرنج على موقع OlimpBase.org (الإنجليزية)